# استنبریج، بدفوردشر
استنبریج (به انگلیسی: Stanbridge) یک روستا و محله مدنی در بریتانیا است که در Central Bedfordshire واقع شده‌است. استنبریج ۷۴۷ نفر جمعیت دارد.